# Ernest Konon
Ernest Krzysztof Konon, né le 16 mars 1974 à Jelenia Góra, est un footballeur polonais, qui évolue attaquant.

## Carrière
Konon quitte la Pologne en 1996 pour Overpelt Fabriek, un club de deuxième division belge. Après un an, il est transféré à Genk, où il remporte la Coupe de Belgique 1998. En fin de saison, il choisit de retourner en D2, au Cercle de Bruges. Après une bonne saison, il se blesse dès le début de la saison 1999-2000, et reste éloigné des terrains jusqu'en juin. Il fait son retour sur les terrains pour le compte du club d'Harelbeke, mais il ne retrouve pas son niveau d'avant sa blessure. S'ensuit une série de passages dans divers clubs polonais, la plupart dans les séries inférieures.

## Palmarès
- 1 fois vainqueur de la Coupe de Belgique en 1998 avec Genk.